# Philippe Starck

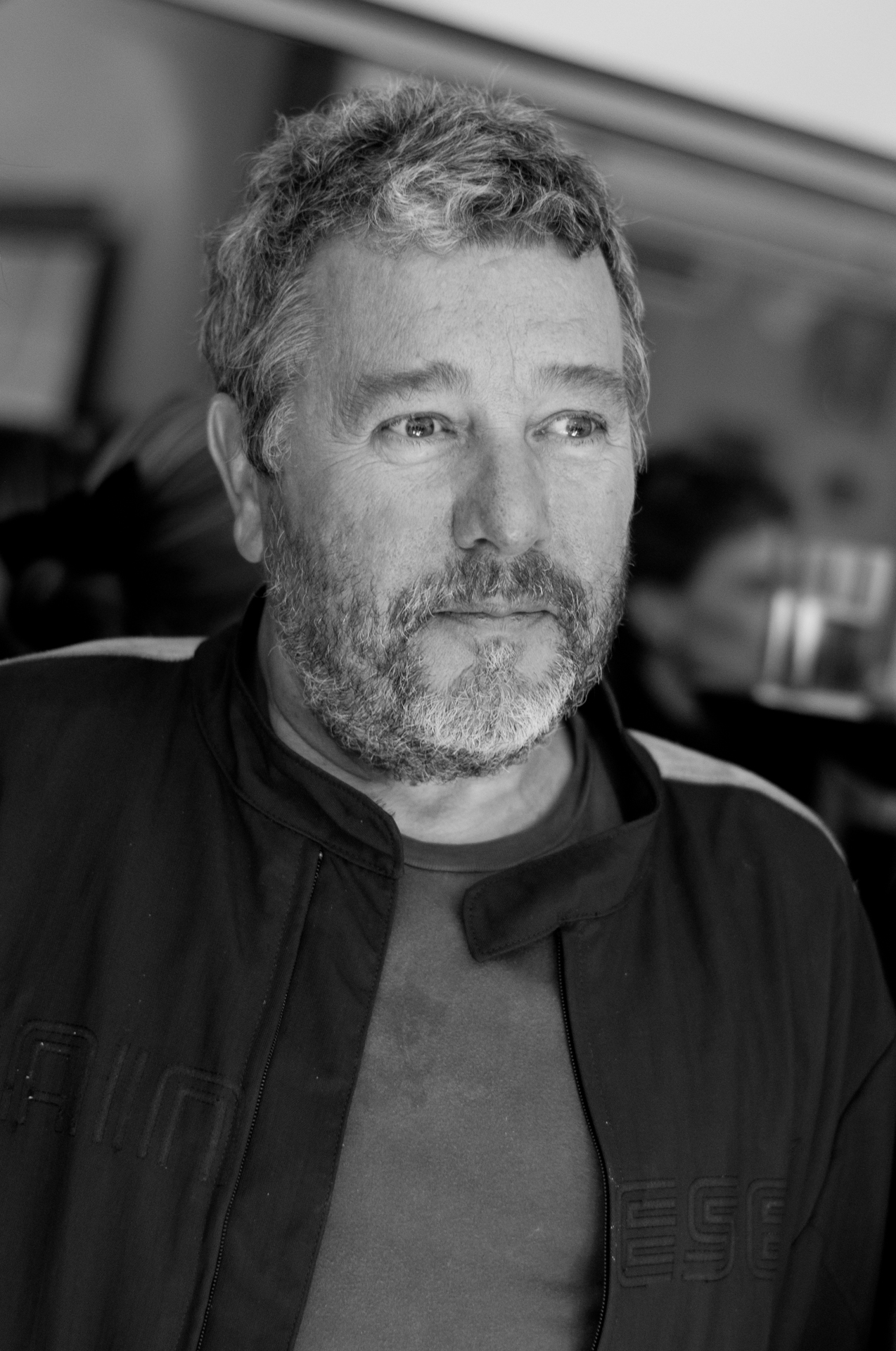
Philippe Starck (2008)

Philippe Starck (París, 1949) és un arquitecte, interiorista i dissenyador industrial francès.
Va estudiar a l'École Nissin de Camondo i el 1968 va crear la seva primera empresa dedicada al disseny i fabricació d'objectes inflables.
El 1969 és nomenat cap de disseny de Pierre Cardin per a qui dissenya una gran quantitat de mobles. A la dècada dels setanta treballa com a dissenyador independent realitzant projectes d'interiorisme. El 1980 funda Starck Products, empresa dedicada a la producció d'alguns dels seus dissenys.
Durant més de vint anys, ha desenvolupat projectes d'interiorisme arreu del món com per exemple la remodelació de la residència del president Miterrand als Camps Elisis, els hotels Paramount i Royalton a Nova York o l'edifici d'oficines Nani Nani a Tóquio.
Durant aquestes dues dècades ha dissenyat productes per sectors tan diversos com el del mobiliari, el parament de la llar, electrònica, la illuminació, etc.
Entre d'altres ha col·laborat amb empreses com Alessi, Vuitton, Vitra, Flos, o Kartell. La seva obra ha estat motiu d'exposicions tant individuals com col·lectives en nombrosos museus de tot el món i ha rebut nombrosos premis. Entre els seus dissenys podem citar la cadira de braços Dr. Bloodmoney (1979), la prestatgeria)on Ild (1979) o la cadira Miss Wirt (1983), produïdes per Disform.